# Сан-Луис-дель-Пальмар
Сан-Луис-дель-Пальмар (исп. San Luis del Palmar) — город на северо-востоке Аргентины в провинции Корриентес. Административный центр одноименного департамента.
Расположен в 24 километрах от столицы провинции города Корриентес на реке Рио-Риачуэло и 41 км от Итати.
Население в 2010 году составляло 12287 человек.

## История
Впервые упоминается в 1806 году. Основан в 1873 году.

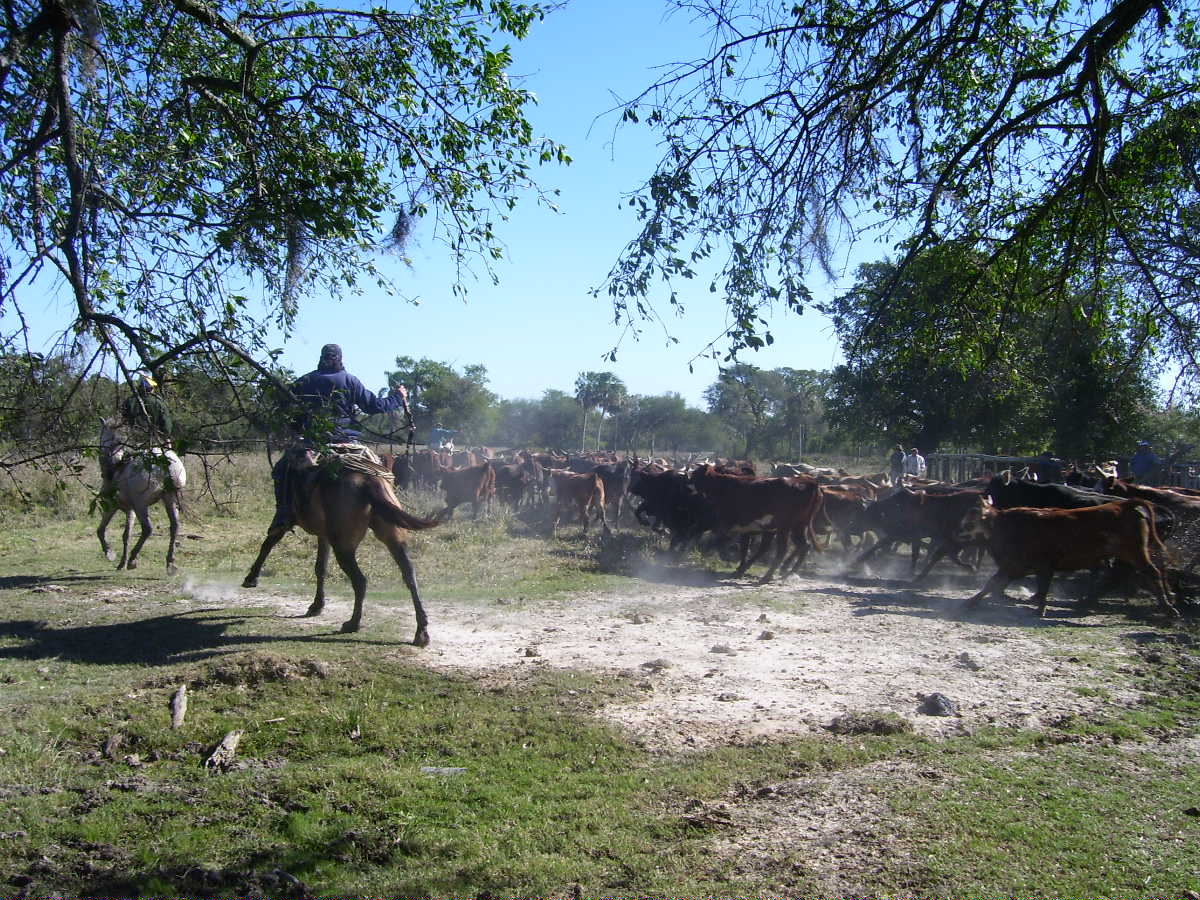

В городе имеется несколько торговых центров, больница, школы, футбольный стадион, две христианские церкви (католическая приходская церковь Сан-Луис-Рей-де-Франсиа и протестантская церковь Иглесиа- Адвентиста-дель-Септимо-Диа), кафе, рестораны и другое.
Международный аэропорт имени Фернандо Пирагине Нивейро находится в 21,2 км.